# Cloara Pinheiro
Cloara Pinheiro Lima (Curitiba, 12 de agosto de 1963) é uma comunicóloga e política brasileira.

## Biografia
Filha de um oficial da PM e de uma dona de casa, que apesar de nascer em Curitiba, ela fez a maior parte da carreira profissional em Londrina. Formada em Serviço Social, atuou por 17 anos, e a maior parte trabalhando como assistente social e apresentadora de televisão. Ela atuou em entidades, organizações, hospitais e casas de apoio.
Apresentadora de televisão, desde 1997, passou por várias emissoras, dentre elas a Rede Massa e desde 2008, ela começou a apresentar o programa de televisão Destaque.
Ela também é voluntária e porta-voz de várias entidades ligadas ao combate do câncer, crianças com deficiência, proteção aos idosos, e os portadores do transtorno do espectro autista.
Também é ligada em outras causas como sendo madrinha do coletivo Black Divas, defensora dos direitos da população LGBT e mantém diálogos com movimentos culturais, como a comunidade do hip hop.

## Carreira política
Nas eleições estaduais de 2022, ela disputou á vaga de deputada estadual á uma cadeira da ALEP, pelo Partido Social Democrático com 35.151 votos, sendo que foi a deputada estadual mais votada de Londrina. No início de mandato, assumiu a Procuradoria Especial da Mulher.

## Vida Pessoal
Ela é casada, tem filho e neta. Ela também tinha uma filha, mas faleceu devido ao retinoblastoma.